# Colosteres rugosa
Colosteres rugosa är en insektsart som beskrevs av Evans 1954. Colosteres rugosa ingår i släktet Colosteres och familjen dvärgstritar. Inga underarter finns listade i Catalogue of Life.